# PVRIS
PVRIS（パリス）は、 アメリカ合衆国マサチューセッツ州ローウェルで結成されたロック・デュオ。
元々は「Paris」という名前で結成されたが、法的問題により2013年に「PVRIS」へ改名した。

## 歴史

### フォーメーションと初期
2012年にアメリカ合衆国マサチューセッツ州ローウェルでオペレーション・ギロチン (Operation Guillotine)として結成された。当時はカイル・アンソニーがリードボーカルを務める5人組メタルコアバンドだった。その後、ボーカル兼ギタリストとしてリン・ガン、ギタリストとして元「アイ・アム・ザ・フォールン」のアレックス・バビンスキー、ベーシストとしてブライアン・マクドナルド、ドラマーとしてブラッド・グリフィンを加入させた。この時にバンドの音楽性はポスト・ハードコアへと変わった 。
2013年の夏にコンテストに勝利してアーニー・ボール主催のワープド・ツアーの出場権を獲得し、1週間参加した。7月18日にトラジック・ヒーロー・レコードと契約したが、長続きしなかった。7月26日に法的問題によりParis (パリス)からPVRIS (パリス)へ改名した。「V」を使ったのはチャーチズからきている。9月から10月にア・スカイリット・ドライヴのサポートの元でThe Rise Upツアーを開催。ツアー終了後にドラマーのブラッド・グリフィンが脱退し、3人組バンドとなった。

### アルバム『ホワイト・ノイズ』 (2014年-2016年)
2014年から音楽性がポップ・ミュージックと電子音楽の融合へと変わっていった。ガンはこの音楽性への変化は無意識のうちに行われたと主張している。6月にライズ・レコード及びベロシティー・レコードと契約する。6月24日に「St. Patrick」のミュージック・ビデオとシングルがリリースされた。この曲は『ケラング!』誌において最高で4位を記録し、15週間上位20位に残った。「ハフポスト」のインタビューでガンは新しい音楽が世に出るとあって興奮して念入りに作ったと公表している。バンドはワープド・ツアーで2週間にわたって演奏した。このワープド・ツアーで「ハフポスト」は2つ目の記事を出し、「2014年に知るべき18のアーティスト」として紹介された。10月から11月にメイデー・パレードの「ザ・ハネムーン・ツアー」をサポートした 。9月にはエマロサのツアーをサポート。PVRISは更に9月16日から21日のアイス・グリルズの日本でのツアーに参加した。9月22日にデビュー・アルバム『ホワイト・ノイズ』を11月4日にリリースすることを発表した。翌日、「My House」のミュージック・ビデオを解禁。10月6日に「My House」の「The Empty Room Sessions」バージョンを発表した。10月16日にセルフ・タイトル・トラックである「White Noise」をリリース。11月10日にマロリー・ノックスと共に、ピアス・ザ・ヴェイルとスリーピング・ウィズ・サイレンスとの2度目のワールド・ツアーをサポートすることが発表された。
2015年1月23日から3月4日に前述のワールド・ツアーをサポートし、サンディエゴで初日を迎え、オクラホマシティで千秋楽を迎えた。3月25日に「White Noise」のミュージック・ビデオを解禁。6月11日にリレントレス・ケラング!賞2015のベスト・インターナショナル・ニューカマーを受賞した。6月22日に『パンク・ゴーズ・ポップ・ボリューム6』でシーアの「シャンデリア」をカバーした。7月2日に「Holy」のミュージック・ビデオを発表。7月21日には「Fire」のミュージック・ビデオを発表した。翌日、画期的なバンドとしてオルタナティヴ・プレスから表彰された。10月にブリング・ミー・ザ・ホライズンのアメリカ・ツアーとイギリス・ツアーをサポートした。
2016年1月5日に『ジミー・キンメル・ライブ!』で初のテレビ出演を果たし、「My House」と「White Noise」を披露した。2月と3月にフォール・アウト・ボーイの「ウィンター・ツアー」をサポート。2月17日にラジオ104.5内で「You and I」をプレミア公開した。この曲は2月22日に発売されたアルバム『ホワイト・ノイズ』のデラックス・エディションでフィーチャーされ、ミュージック・ビデオが収録された。デラックス・エディションには3つのバージョンの「You and I」が収録されており、新曲「Empty」も収録された。5月11日にPVRIS初となるアメリカ・ツアーが発表された。シカゴのロラパルーザからツアーは始まった。

### アルバム『All We Know of Heaven, All We Need of Hell』 (2016年 - 2019年)
2016年6月27日にガンがセカンド・アルバムのために書き下ろした45曲をツイートした。8月21日に大阪で開催されたサマーソニックに初参戦している。サマーソニック後はユーティカでセカンド・アルバムをレコーディングした。
2017年2月13日にセカンド・アルバムのレコーディングが終了したことをフェイスブックで報告した。2月17日にすべてのSNSのプラットフォームを変更し、新しいテーマとしてローマ数字で「II XX XVII」もしくは「2 20 17」と投稿した。2月20日に小規模でヨーロッパ・ツアーを開催することを発表。4月30日に新曲「Heaven」をBBCラジオ1のロック・ショーでプレミア公開した。5月1日にセカンド・アルバム『All We Know of Heaven, All We Need of Hell』を8月4日に発売することを発表した。5月4日と5月5日にロンドンでのヨーロッパ・ツアーでニュー・アルバムからの「Half」を初披露。6月13日にアニー・マックのBBCラジオ1・ショーで新曲「What's Wrong」をプレミア公開した。
2019年4月26日、ジ・エイシズのシングル「Last One」のリミックスをリリースした。

### EP『Hallucinations』以降 (2019年 - )
2019年7月12日にリプリーズ・レコードとワーナー・レコードと契約を結び、7月12日にEP『Hallucinations』からのリード・シングルとして「Death of Me」と、そのミュージック・ビデオをリリースした。この曲は『ケラング!』誌のロック・チャートで1位を記録した。8月16日にセカンド・シングルとして「Hallucinations」のシングルとミュージック・ビデオをリリースし、この時からエレクトロニック・ダンス・ミュージック調の音楽性へ変化していった。10月19日に5曲収録のEP『Hallucinations』を10月25日に発売することを発表した。
2020年1月28日にホールジーのマニック・ワールド・ツアーに参加し、ブラックベアと共にオープニング・アクトを務めた。3月4日にサード・アルバム『Use Me』を発表した。3月4日に『Use Me』から初のシングルとなる「Dead Weight」を発表し、5月1日にアルバムを発売することを公表した。「Dead Weight」はアニー・マックのBBCラジオ1・ショーで「世界でホットなレコード」としてプレミア公開された。「Dead Weight」のミュージック・ビデオはイタリアのミラノで撮影された。4月8日に『Use Me』の発売を、7月10日に延期した。7月2日には更に延期となり、8月28日に発売することを発表した。10月22日にデラックス・エディションが発売された。
8月26日にギタリストのバビンスキーが性的違法行為を主張され、脱退した。バビンスキーは強く疑惑を否定し、法的措置を取るとの声明を出したが、ガンとマクドナルドの決断には理解できるとしている。
2021年7月30日に「Monster」をリリースした。

## 音楽性
- オールミュージックは2015年にエレクトロニカを夢のように暗くヘヴィ・ロックと融合させたと評価している[5]。
- ロック・サウンド（英語版）のロブ・サイスはダーク・エレクトロ・ポップとスタジアム・サイズ・ロックの融合と評価している[54] 。
- メトロ（英語版）はリズム・ドライブン・ダーク・ロックを背景にオルタナティブ・ロックとエクレトロ・ポップが融合していると評価している[55]。
- デビューEPはポスト・ハードコアとされている[56]。
- アルバム『ホワイト・ノイズ』はエレクトロ・ポップ[57]、ポップ [56]、ポスト・ハードコア[56]、サイケデリック・ミュージック[58]、シンセポップとされている[59]。2019年のEP『Hallucinations』はエレクトロニック・ダンス・ミュージック[60]、オルタナティブ・ロック[61]、オルタナティブ・ポップ[62]、ポップ・ロック[63]、エレクトロニック・ロック[64]、シンセポップとされている[65]。

## メンバー

### 現メンバー
- リン・ガン（英語版） - リードボーカル、ギター、キーボード (2012年 – 現在)
- ブライアン・マクドナルド - エレクトリックベース、キーボード (2012年 – 現在)

### 旧メンバー
- カイル・アンソニー - デスヴォイス・ボーカル (2012年)
- ブラッド・グリフィン - ドラム、 バッキング・ボーカル (2012年 – 2013年)
- アレックス・バビンスキー -　リードギター、キーボード (2012年 – 2020年)

## ディスコグラフィ

### スタジオ・アルバム
- 『ホワイト・ノイズ』 - White Noise (2014年、Rise)
- All We Know of Heaven, All We Need of Hell (2017年、Rise)
- Use Me (2020年、Warner)

### EP
- Paris (2013年、Self-released)
- Acoustic (2014年、Self-released)
- Hallucinations (2019年、Reprise/Warner)

### シングル
- "St. Patrick" (2014年)
- "My House" (2014年)
- "White Noise" (2014年)
- "Fire" (2015年)
- "You and I" (2016年)
- "Heaven" (2017年)
- "What's Wrong" (2017年)
- "Anyone Else" (2017年)
- "Same Soul" (2017年)
- "Death of Me" (2019年)
- "Hallucinations" (2019年)
- "Old Wounds" (2019年)
- "Dead Weight" (2020年)
- "Gimme a Minute" (2020年)
- "Use Me" (2020年) ※featuring 070 Shake
- "Thank You" (2020年) ※featuring Raye
- "Sacrificial" (2021年) ※with Rezz
- "Monster" (2021年)